# きさわ樹氷まつり
きさわ樹氷まつり（きさわじゅひょうまつり）とは、徳島県那賀郡木沢村（現・那賀町木沢）で1998年から毎年2月に開催している冬山の銀世界を満喫するまつりのこと。

## 概要
1998年から毎年2月に那賀町沢谷の剣山スーパー林道沿いのレストハウス「ファガスの森高城」周辺で開催。
そり遊びやかまくら作りなどを楽しんだり、樹氷を観測したりする企画がある。
毎冬50～100人の家族連れで賑わってきた。
- 主催者：四季美谷温泉（那賀町横谷）（参加者の募集、会場の準備、会場への参加者の送迎など）
- 協力：徳島県、那賀町（国道193号や剣山スーパー林道の除雪など）

## 歴史
- 1998年 - 木沢村議会有志と木沢村職員らが中心となって企画した。木沢村主催[1]。
- 2006年 - 那賀町主催[1]。
- 2008年 - 四季美谷温泉に運営を委託。四季美谷温泉主催[1]。
- 2017年 - 中止[1]。

## 開催中止
2016年度（2017年）、主催者である四季美谷温泉が「従業員が女性中心のため運営にあたるスタッフの確保に苦慮している。」「一企業だけで冬山ツアーを行うのは安全確保の面で限界がある。」などとして運営から退いた為、開催が中止となった。那賀町は2017年度（2018年）以降の開催について関係者と協議する。